# Александър Кибалников
Александър Павлович Кибалников е съветски скулптор.

## Биография
Александър Кибалников е роден в Орехово, селище в Донска област (сега Волгоградска област).
Кибалников е малко дете, когато се проявява дарбата му за изкуство. Родителите му не подкрепят интереса на сина си, като искат той да получи техническо образование. Два пъти бяга от вкъщи без пари и документи и отива в Саратов, където се опитва да бъде приет в местното художествено училище.
Работи като товарач на пристанището и прави много рисунки, предимно портрети на свои приятели. Тези рисунки с молив получават високи оценки на приемните изпити и скоро той е записан в катедрата по рисуване в Саратовското училище за изкуства и производство. След дипломирането си Кибалников работи като дизайнер в театъра. Въпреки това младият художник все повече се увлича от скулптурата. Изучава творбите на големи скулптори в Саратовската художествена галерия. Конкурсът за създаване на скулптура на Николай Чернишевски в Саратов, обявен през 1940 г., дава възможност на Кибалников да опита силите си в скулптурата. Работата му върху скулптурата на Чернишевски върви добре, докато не е прекъсната от Втората световна война.

## Кариера
През 1949 г. работата на Кибалников върху създаването на образа на Чернишевски е наградена със Сталинската награда за бронзовата му статуя на Николай Чернишевски (1948).
Кибалников участва в работата по монументалната скулптура на Владимир Маяковски в Москва през 50-те години. Много известни майстори се опитват да създадат образа на поета в скулптурата, сред които Матвей Манизер, Сергей Коненков, Николай Томски, Евгений Вучетич, Михаил Аникушин, Лев Кербел. Работата на Кибалников получава подкрепа поради своята жизнена изразителност и печели окончателно одобрение. През 1958 г. е открита бронзовата фигура на поета; през 1959 г. скулпторът е удостоен с Ленинска премия за тази работа.
Работата на Кибалников върху паметника на Сергей Есенин в Рязан, открит през 1975 г., му носи наградата Репин на Руската федерация.
Кибалников създава скулптурния портрет на Третяков в мрамор през 1961 г. Повече от 20 години той подхранва мечтата си да създаде паметник на Павел Третяков. Кибалников изпълнява задачата си блестящо. Както размерът, така и цветът на паметника се вписват неусетно в комплекса на Третяковската галерия. Паметникът е открит през 1980 г.
Александър Кибалников е ръководител на творческия колектив и автор на главните скулптурни композиции („Мъжество“, „Жажда“, „Щикове“) в Брестката крепост.